# Liste von Persönlichkeiten der Stadt Wurzen
Die Liste der Persönlichkeiten der Stadt Wurzen umfasst bedeutende Persönlichkeiten der Stadt Wurzen, die hier ihren Geburts-, Wirkungs- oder Sterbeort hatten (Siehe auch Ehrenbürger der Stadt).

## Söhne und Töchter der Stadt

### Bis 1900
- Herwig († 1119), Bischof von Meißen, Gründer des Kollegiatstiftes Wurzen
- Simon Gedik (1551–1631), lutherischer Theologe
- Martin Röber (1583–1633), lutherischer Theologe
- Paul Röber (1587–1651), lutherischer Theologe
- Abraham Teller (1609–1658), Theologe, Kirchenlieddichter, Rektor der Leipziger Thomasschule
- Johann Christian Schöttgen (1687–1751), Hebraist, Theologe, Historiker und Pädagoge, Rektor der Dresdner Kreuzschule
- Johann Friedrich Schlegel (1689–1748/49), Stiftssyndikus
- Johann Georg Glauche (vor 1699–nach 1745), Theologe und Schriftsteller
- Johann Gottlob Böhme (1717–1780), Historiker der Zeit der Aufklärung, Lehrer Goethes an der Universität Leipzig
- Magnus Gottfried Lichtwer (1719–1783), Jurist und einer der bedeutendsten deutschen Fabeldichter
- Gottlob Haubold von Liebenau (1721–1792), Generalmajor
- August Wilhelm Leberecht Wilke (1737–1781), Philologe und Theologe
- Wilhelm Fischer (1796–1884), sächsischer Bergmeister
- Ludwig Franz von Breitenbauch (1797–1881), preußischer Landrat, Kammerherr und Geheimer Regierungsrat
- Eduard Wilhelm Güntz (1800–1880), Arzt, Psychiater, Gründer und Besitzer der „Irren-Heil- und Pflege-Anstalt Thonberg“ bei Leipzig
- Justus Friedrich Güntz (1801–1875), Rechtsanwalt, Redakteur und Besitzer des „Dresdner Anzeigers“
- Albert August von Unwerth (1804–1866), Jurist und Politiker
- Theodor Julius Hertel (1807–1880), Jurist und Bürgermeister von Dresden
- Gustav Böttger (1808–1880), evangelischer Theologe und Autor
- Benno von Witzleben (1808–1872), sächsischer Generalleutnant und Generaladjudant
- Carl Ludwig Langbein (1811–1873), Jurist und Abgeordneter der Frankfurter Nationalversammlung
- Julius Theodor Schmidt (1814–1861), Bürgermeister von Wurzen, Mitglied der Frankfurter Nationalversammlung und der Zweiten Kammer des Sächsischen Landtags, in Wurzen erinnert der Bürgermeister-Schmidt-Platz an ihn
- Heinrich von Abendroth (1819–1880), Militär, Generalleutnant der sächsischen Armee
- Theodor Uhlig (1822–1853), Musikschriftsteller, Komponist
- Hans Otto von Schimpff (1822–1891), Generalmajor
- Bernhard Moritz von Süßmilch-Hörnig (1823–1892), Militär und Kartograf
- Julius Otto Martini (1829–1909), Dermatologe und Urologe in Dresden
- Gustav Pasig (1833–1895), Volksschriftsteller
- Ludwig von Lossow (1836–1904), Generalmajor
- Richard Püttner (1842–1913), Zeichner und Illustrator
- Clemens Seeber (1851–1905), Foto- und Kinotechniker, Bildreporter
- Karl Georg Paul Grützmann (1856–1933), Jurist
- Hermann Ilgen (1856–1940), Apotheker, Unternehmer, Sport- und Kunstmäzen, Ehrenbürger von Wurzen 1929
- Max Baumbach (1859–1915), Bildhauer in Berlin
- Wilhelm Robert Nessig (1861–1932), Lehrer (Wurzen, Leipzig, Dresden) und Geologe
- Rudolf Baeßler (1862–1932), Generalleutnant
- Karl Haberland (1863–1938), Politiker
- Paul Göhre (1864–1928), Theologe und Nationalökonom, SPD-Politiker
- Paul Winkler (1864–1931), Architekt in Dresden-Loschwitz
- Max Mucker (1876–1960), Politiker
- Richard Schladebach (1876–1945), Landwirt und Politiker
- Wolfgang Zeller (1879–1973), Maler, Radierer und Grafiker
- Wolfgang La Baume (1885–1971), Prähistoriker, ab 1950 Vorsitzender des J. G. Herder-Forschungsrates
- Joachim Ringelnatz (1883–1934), Schriftsteller und Maler
- Paul Mannewitz (1888–1958), Architekt, Baurat und Hochschullehrer, schuf in Wurzen ortsbildprägende Bauwerke wie das AOK-Gebäude, den Umbau zum heutigen Stadthaus, dessen Anbau mit Plenarsaal und Treppenhaus sowie die Verbrauchergenossenschaft in der Dresdner Straße 69 (heute Liftket)[1][2]
- Otto Georg Thierack (1889–1946), Präsident des Volksgerichtshofs (1936–1942) und letzter Reichsjustizminister
- Rudolph Herbst (1890–1936), Komponist und Musikpädagoge
- Friedrich Schmidtke (1891–1969), katholischer Theologe (Alttestamentler) und Altorientalist
- Gottfried Pönitz (1898–1979), Marineoffizier und Politiker

### Ab 1901
- Werner Radig (1903–1985), Archäologe und Volkskundler
- Herbert Lommatzsch (1906–1999), Lehrer, nationalsozialistischer Funktionär und Oberharzer Heimatforscher
- Volker Engelhardt (1910–1983), Künstler, Maler und Graphiker, der überwiegend in Wurzen wirkte
- Herbert Petzold (1910–1997), Pomologe („Appel-Petzold“)
- Georg Wolfgang Höfs (1913–1991), Dermatologe
- Richard Klinkhardt (1916–2011), Ingenieur und Unternehmer
- Fritz Bühl (1919–1985), Journalist und Politiker (SPD)
- Erika Pohl-Ströher (1919–2016), deutsch-schweizerische Chemikerin, Biologin und Unternehmerin
- Fritz Geißler (1921–1984), Komponist, bedeutendster Sinfoniker der DDR
- Hans Ramstetter (* 1922), Parteifunktionär
- Gerhard Bosse (1922–2012), Gewandhauskonzertmeister und Hochschullehrer
- Herbert Hunger (1923–2005), Filmregisseur, Trickfilmzeichner, Drehbuchautor, Maler und Kartograph
- Dietrich Manicke (1923–2013), Komponist und Musiktheoretiker
- Hannes Bosse (1923–2013), Sachbuchautor
- Ruth Bodenstein-Hoyme (1924–2006), Musikdozentin, Komponistin
- Hans-Dieter Schmidt (1926–1988), Regisseur
- Heinz Grosch (1930–2018), Theologe
- Hans-Jürgen Stenzel (* 1931), Fußballspieler
- Ralf Thomas (1932–2018), evangelischer Theologe, Historiker und Kommunalpolitiker
- Martin Hundt (1932–2023), marxistischer Historiker (Mitarbeiter an der Marx-Engels-Gesamtausgabe)
- Ruth Wolf-Rehfeldt (1932–2024), deutsche Künstlerin in den Bereichen Visuelle Poesie und Mail Art
- Hanna Harnisch (* 1936), Sprachwissenschaftlerin und Hochschullehrerin
- Manfred Walter (* 1937), Fußballspieler (DDR-Nationalmannschaft)
- Konrad Canis (1938–2024), Historiker, Autor eines Standardwerks zur Außenpolitik des Kaiserreichs
- Heinz-Detlef Moosdorf (1939–2014), Maler und Grafiker
- Reiner Zieger (* 1939), Gebrauchsgrafiker und Illustrator
- Hans-Peter Hund (1940–2023), Maler und Grafiker
- Klaus Heydenreich (* 1941), Fußballspieler
- Joachim Barth (* 1942), Mediziner, Dermatologe und Allergologe
- Gisela Peschke (1942–1993), Malerin
- Angelika Voland (* 1943), Politikerin
- Siegfried Greif (* 1943), Psychologe
- Günter Bergt (* 1943), Agraringenieur und Kommunalpolitiker
- Jörg Stadelbauer (* 1944), Geograph
- Andreas Hüneke (1944–2024), Kunsthistoriker
- Wolfgang Tzschupke (* 1945), Forstwissenschaftler
- Otto Bennewitz (* 1946), Kürschnermeister und Radrennfahrer (Vizemeister Verfolgungsfahren, Deutscher Mannschaftsmeister)
- Bernd Wagner (* 1948), Schriftsteller
- Eckhard Jesse (* 1948), Historiker und Soziologe, Extremismusforscher
- Wolfgang Andreßen (* 1950), Fußballspieler
- Ingolf Bernhardt (* 1952), Physiker
- Hannelore Dietzschold (* 1953), Politikerin, MdL
- Manfred Graul (* 1953), Fußballspieler
- Margit Engelmann (* 1953), Tischtennisspielerin
- Matthias Thalheim (* 1957), Autor, Dramaturg, Hörfunkregisseur
- Detlef Kästner (* 1958), Boxer, Bronzemedaillengewinner bei den Olympischen Spielen 1980
- Klaus Killisch (* 1959), deutscher Künstler
- Tilo Heimbold (* 1961), Ingenieur
- Georg Lota Ponitka (* 1962), Illustrator und Autor
- Silke Schindler (* 1962), Politikerin, MdL
- Jörg Bernig (* 1964), Erzähler und Lyriker
- Rocco Hettwer (* 1964), zeitgenössischer Künstler
- Torsten Wolf (* 1968), Politiker, Mitglied des Landtags von Thüringen
- Nadja Michael (* 1969), Opern-, Lied- und Oratoriensängerin
- Jörg Röglin (* 1970), Kommunalpolitiker
- Kay Ritter (* 1971), Politiker, MdL
- Rico Kauerhof (* 1972), Rechtsanwalt und ehemaliger Fußballspieler
- Andreas Kutschke (* 1973), römisch-katholischer Geistlicher
- Jirka Pfahl (* 1976), Medienkünstler
- Nico Kanitz (* 1980), Fußballspieler
- Kristina Dörfer (* 1984), Sängerin und Schauspielerin
- Philipp Wende (* 1985), Ruderer, Goldmedaillengewinner bei den Olympischen Spielen 2012
- Matthias Kühne (* 1987), Fußballspieler
- Tom Mannewitz (* 1987), Politologe und Hochschullehrer

## Personen mit Bezug zu Wurzen
- Johann VI. von Saalhausen (1444–1518); Bischof von Meißen, Erbauer des Wurzener Schlosses
- Johann IX. von Haugwitz (1524–1595); letzter katholischer Bischof von Meißen
- Johann Reusch (1520/25–1582); bischöfl.-meißnischer und kurfürstlicher Stiftskanzler, Komponist; wirkte und starb in Wurzen
- Salomo Liscow (1640–1689); Geistlicher und Schriftsteller; lebte und starb in Wurzen
- Johann Joseph Hackl (1710–1785); sächsischer Hofbildhauer; in Wurzen gestorben
- Johann Jacob Ebert (1737–1805); Mathematiker, Astronom und Autor; besuchte die Wurzener Lateinschule
- Anna Katharina Schönkopf (1746–1810); Jugendfreundin Goethes in Leipzig
- Karl Wilhelm Ferdinand von Funck (1761–1828); sächsischer Offizier, Diplomat, Schriftsteller; in Wurzen gestorben
- Georg Franz Dietrich aus dem Winckell (1762–1839), Forst- und Jagdwissenschaftler, schrieb in Obernitzschka hauptsächlich sein Jagdhandbuch nieder
- Richard Leo Graf von Könneritz (1828–1910); sächsischer Diplomat und Parlamentarier; Herr auf Lossa, lebte und starb in Wurzen
- Wilhelm Hasenclever (1837–1889); sozialdemokratischer Publizist und Politiker; lebte in Wurzen
- Otto Eduard Schmidt (1855–1945); Lehrer, Historiker, Schriftsteller; Rektor in Wurzen
- Heinrich Beda (1863–1929), Unternehmer und Politiker, MdL
- Max Seliger (1865–1920); Maler und Kunstgewerbler, Schöpfer der Wandgemälde im früheren Gebäude des Wurzener Gymnasiums (1908)
- Max Schiemann (1866–1933); Unternehmer und Erfinder (Trolleybus); in Wurzen gestorben
- Friedrich Seetzen (1868–1943); Bgm. (1899–1924) bzw. Obm. (1924–1927) von Wurzen, Propst des Wurzener Domkapitels, Präsident des ev.-luth. Landeskonsistoriums Sachsen
- Georg Wrba (1872–1939); Bildhauer (Bronzeplastiken im Wurzener Dom und Mahnmal Erster Weltkrieg) und Grafiker
- Georg Boock (1891–1961), Verwaltungsbeamter, Kommunalpolitiker, 1927–1933 Erster Bürgermeister von Wurzen, 1945–1946 Oberbürgermeister von Wurzen, der Boockweg in Wurzen ist nach ihm benannt
- Albert Kuntz (1896–1945); kommunistischer Funktionär, Stadtrat in Wurzen (1921–1923), Mitglied des Preußischen Landtages (1932/33)
- Hansgeorg Mühe (1929–2022), Komponist, Musikwissenschaftler und -pädagoge
- Siegfried Thiele (1934–2024); Komponist, Hochschullehrer; Lehrer in Wurzen
- Manfred Hering (* 1939); Musiker, lebt in Wurzen
- Wolfram Ebersbach, (* 1943), Maler und Hochschullehrer, lebt und arbeitet seit 1993 in Wurzen
- Johannes Dickert (* 1953), Kantor, Organist und Kirchenmusikdirektor, lebt in Wurzen
- Christine Ebersbach (* 1954), Grafikerin und Malerin, lebt und arbeitet seit 1993 in Wurzen